# Philydraceae
Philydraceae je čeleď jednoděložných rostlin z řádu křížatkotvaré (Commelinales).

## Popis
Jsou to vytrvalé byliny s bazálními růžicemi listů a oddenky či hlízami. Listy jsou jednoduché, střídavé, dvouřadě až spirálně uspořádané, přisedlé, s listovými pochvami. Čepel je čárkovitá až kopinatá, někdy isobifaciální (jezdivý list), celokrajná, se souběžnou žilnatinou. Jsou to jednodomé rostliny s oboupohlavnými květy. Květy jsou uspořádány v květenstvích, klasech, někdy složených klasech (klas klasů). Květy jsou nepravidelné, zygomorfické, květy jsou podepřeny listenem, se kterým květ někdy i srůstá. Okvětí se skládá ze 6 okvětních lístků. Horní 2 lístky vnitřního kruhu srůstají s prostředním lístkem vnějšího kruhu a tvoří tak velký horní pysk, dolní lístek vnitřního kruhu je zvětšený v dolní pysk, zbylé 2 lístky jsou malé a někdy srůstají s tyčinkou, proto se okvětí zdánlivě skládá jen ze 2 lístků. Tyčinka je jen 1, volná nebo srůstá se dvěma malými okvětními lístky. Gyneceum je srostlé ze 3 plodolistů, je synkarpní, semeník je svrchní. Plodem je tobolka.

## Rozšíření
Čeleď Philydraceae zahrnuje 3 rody a 6 druhů. Je rozšířena v tropické Asii, Austrálii a Tichomoří. Celkem 4 druhy jsou endemity Austrálie. Druh Philydrum lanuginosum má velký areál, sahající od Indie a Číny po Japonsko, Austrálii, Novou Guineu a Karolínské ostrovy v Tichomoří. Helmholtzia novoguineensis roste na Nové Guineji a Molukách.